# Елизабет Фридерика София фон Йотинген-Йотинген
Елизабет Фридерика София фон Йотинген-Йотинген (на немски: Elisabeth Friederike Sophie von Oettingen-Oettingen; * 14 март 1691 в Йотинген; † 14 май 1758 във Вайкерсхайм) е принцеса от Йотинген-Йотинген в Швабия и чрез женитба графиня на Хоенлое-Вайкерсхайм.
Тя е единствената дъщеря на княз Албрехт Ернст II фон Йотинген-Йотинген (1669 – 1731) и съпругата му ландграфиня София Луиза фон Хесен-Дармщат (1670 – 1758), дъщеря на ландграф Лудвиг VI фон Хесен-Дармщат (1630 – 1678) и втората му съпруга херцогиня Елизабет Доротея фон Саксония-Гота-Алтенбург (1640 – 1709).
Елизабет Фридерика София фон Йотинген-Йотинген се омъжва на 11 ноември 1713 г. в Йотинген за граф Карл Лудвиг фон Хоенлое-Вайкерсхайм (* 23 септември 1674 в Ордруф; † 5 май 1756 във Вайкерсхайм), третият син на граф Йохан Фридрих I фон Хоенлое-(Нойенщайн)-Йоринген (1617 – 1702) и херцогиня Луиза Амьона фон Шлезвиг-Холщайн-Норбург (1642 – 1685). Тя е втората му съпруга.
Тя умира, две години след съпруга си, на 14 май 1758 г. във Вайкерсхайм на 67 години във Вайкерсхайм и е погребана там.

## Деца
Елизабет Фридерика София фон Йотинген-Йотинген и граф Карл Лудвиг фон Хоенлое-Вайкерсхайм имат две деца:
- Албрехт Лудвиг Фридрих фон Хоенлое-Вайкерсхайм (1716 – 1744), женен на 18 август 1735 г. за принцеса Кристина Луиза фон Шлезвиг-Холщайн-Зондербург-Норбург-Пльон (1713 – 1778), дъщеря на херцог Йоахим Фридрих фон Шлезвиг-Холщайн-Зондербург-Норбург-Пльон
- София Ернестина (1717 – 1718)